# Teorija zavisnosti
Teorija zavisnosti je pristup razmatranja globalnih društvenih odnosa koji se temelji na tezi o sustavnom pritisku zemalja Prvoga svijeta na slabije razvijene zemlje s ciljem njihova gospodarskog oslabljivanja u svrhu kontrole i dominacije.
Teorija se prvi put javlja 1950-ih godina kao odgovor na neoliberalna ekonomska shvaćanja, a izrazito je popularna 1970-ih kao alternativa modernističkim pogledima na svijet. Razvio ju je Paul Baran na temelju Marxove analize društva, no različiti krugovi razvijaju ideju i u drugim pravcima, nespojivim s marksističkim pogledima.
Predstavnici ove teorije smatraju da razvijene zemlje nastoje različitim političkim inicijativama suzbiti gospodarski progres nerazvijenih zemalja kako bi ih učinile o sebi zavisnima. Ta je zavisnost nastala paralelno s industijskim revolucijama zbog ekspanzije Europskih sila uz pomoć vojne moći i akumuliranog bogatstva. Uspostavljanjem globalnih obrazaca trgovine stvorena je infrastruktura za razvoj i širenje kapitalizma, čime su bogatstva još više izolirana od siromašnih zemalja. Na taj način su imperijalističke sile uspostavljaju kontrolu, minimalizirajući opasnost od lokalnih seljačkih ustanaka, a dominaciju održavaju ekonomskim sankcijama i vojnom represijom u slučaju otpora.

## Kritika
Prigovor je upućen na zanemarivanje unutarnjih uvjeta društava Trećeg svijeta koji mogu spriječiti razvoj. Npr. Singapur, Hong Kong, Tajvan, Južna Koreja su se razvile unatoč kontaktu s Prvim svijetom. Zavisnost i siromaštvo nerazvijenih zemalja se mogu eliminirati samo radikalnom rekonstrukcijom svjetske ekonomije, premještanjem bogatstva iz zemalja Prvog u zemlje Trećeg svijeta. Globalni napori moraju se suočiti s nejednakom raspodjelom bogatstva i moći diljem svijeta.

## Vanjske poveznice
- An introduction to dependency theory  Arhivirana inačica izvorne stranice od 5. prosinca 2006. (Wayback Machine)